# 十川誠志
十川 誠志（そご まさし、1962年 - ）は、日本の脚本家、漫画原作者。埼玉県出身。

## 来歴・人物
法政大学文学部日本文学科卒。映像制作会社でアニメーションの制作進行を務めた後、脚本家デビュー。脚本家となった当初は『テニスの王子様』や『BLEACH』、『キューティーハニーF』などのアニメ作品の脚本を主に行っていた。作品によってはシリーズ構成も務めており『FAIRY TAIL』では総計で5年半ほど構成を担当、また2003年からはテレビアニメ『ポケットモンスターアドバンスドジェネレーション』、『ポケットモンスターダイアモンドパール』の脚本も行った。
加えて2005年公開の『交渉人 真下正義』や2007年公開の『龍が如く 劇場版』などのように実写作品の脚本を手がけることもある。

## 参加作品

### アニメ

#### テレビアニメ
1995年
- 鬼神童子ZENKI（脚本）

1997年
- キューティーハニーF（脚本）
- 逮捕しちゃうぞ（脚本）

1998年
- るろうに剣心 -明治剣客浪漫譚-（脚本）
- SHADOW SKILL -影技-（シリーズ構成）

1999年
- メダロット（1999年 - 2000年、脚本）
- パパと踊ろう（脚本）
- GTO（1999年 - 2000年、シリーズ構成・脚本）
- 仙界伝 封神演義（脚本）
- 日本一の男の魂（シリーズ構成・脚本）
- エデンズボゥイ（シリーズ構成・脚本）
- HUNTER×HUNTER（1999年 - 2001年、脚本）

2000年
- 学校の怪談（2000年 - 2001年、脚本）
- 遊☆戯☆王デュエルモンスターズ（2000年 - 2001年、脚本）
- 人造人間キカイダー THE ANIMATION（脚本）

2001年
- グラップラー刃牙（脚本）
- テニスの王子様（2001年 - 2003年、シリーズ構成〈第75話まで〉・脚本）
- RAVE（脚本）

2002年
- 東京ミュウミュウ（2002年 - 2003年、シリーズ構成・脚本）
- SAMURAI DEEPER KYO（脚本）
- キディ・グレイド（2002年 - 2003年、脚本）
- フルメタル・パニック!（脚本）

2003年
- ポケットモンスター アドバンスジェネレーション（2003年 - 2006年、脚本）
- E'S OTHERWISE（脚本）
- こちら葛飾区亀有公園前派出所（脚本）
- コロッケ!（2003年 - 2004年、脚本）

2004年
- アガサ・クリスティーの名探偵ポワロとマープル（2004年 - 2005年、脚本）
- 爆裂天使（脚本）
- GANTZ（シリーズ構成・脚本）
- BLEACH（2004年 - 2009年、シリーズ構成〈第212話まで〉・脚本）

2005年
- ギャラリーフェイク（シリーズ構成〈第12話まで〉・脚本）
- 雪の女王（2005年 - 2006年、シリーズ構成・脚本）

2006年
- ポケットモンスター ダイヤモンド&パール（2006年 - 2010年、脚本）

2007年
- ロケットガール（脚本）

2009年
- FAIRY TAIL（2009年 - 2019年、シリーズ構成・脚本）

2010年
- イナズマイレブン（脚本）

2012年
- 新世界より（2012年 - 2013年、シリーズ構成・脚本）

2014年
- ドラゴンコレクション（2014年 - 2015年、シリーズ構成〈笠原邦暁と共同〉・脚本）

2015年
- 緋弾のアリアAA（脚本）

2016年
- 少年アシベ GO! GO! ゴマちゃん（2016年 - 2019年、シリーズ構成〈第97話より〉・脚本）
- 聖戦ケルベロス 竜刻のファタリテ（脚本）

2018年
- ゾイドワイルド（2018年 - 2019年、脚本）

2020年
- デジモンアドベンチャー:（2020年 - 2021年、脚本）
- 池袋ウエストゲートパーク（脚本）

2021年
- デジモンゴーストゲーム（2021年 - 2023年、シリーズ構成・脚本）

2024年
- FAIRY TAIL 100年クエスト（脚本）

#### 劇場アニメ
1999年
- 逮捕しちゃうぞ the MOVIE（脚本）

2006年
- 劇場版BLEACH MEMORIES OF NOBODY（脚本）

2010年
- ブレイク ブレイド（脚本）

2012年
- 劇場版 FAIRY TAIL 鳳凰の巫女（脚本）

#### OVA
1989年
- 手天童子（脚本）

1991年
- けっこう仮面（脚本）

1992年
- D-1 DEVASTATOR（脚本）

1994年
- マーズ（脚本）
- おたくの星座（脚本）

1996年
- ミュータント・タートルズ 超人伝説編（脚本）

1999年
- るろうに剣心 -明治剣客浪漫譚- 追憶編（脚本）

2002年
- 戦闘妖精雪風（ - 2005年、構成（2巻以降）・脚本）

2004年
- BLEACH Memories in the rain（脚本）

2005年
- BLEACH The sealed sword frenzy（脚本）

2019年
- ファイナルファンタジーXV EPISODE ARDYN -PROLOGUE-（脚本）

### 実写映画
2005年
- 交渉人 真下正義（脚本）

2007年
- 龍が如く 劇場版（脚本）

2008年
- SS エスエス（脚本）
- 少林少女（脚本（中瀬理香と共作））

2009年
- ヤッターマン（脚本）

2011年
- こちら葛飾区亀有公園前派出所 THE MOVIE 〜勝どき橋を封鎖せよ!〜（脚本（森下佳子、高橋麻紀と共同））

### テレビドラマ
2000年
- ショムニ 第2シリーズ（脚本）

2001年
- 女子アナ。（脚本）

2002年
- ショムニFINAL（脚本）

2003年
- 大奥（脚本）

2005年
- 逃亡者 木島丈一郎（脚本）
- 怪談スペシャル「化猫」（脚本）

2007年
- 明智光秀〜神に愛されなかった男〜（脚本）
- 島根の弁護士（脚本）

2010年
- 刑事・鳴沢了〜東京テロ、史上最悪の24時間〜（脚本）

2011年
- BOSS 2ndシーズン（第6話脚本協力）

2012年
- 深夜も踊る大捜査線 THE FINAL（脚本）

### ゲーム
1997年
- 世界・ふしぎ発見! トロイア MYSTERY ADVENTURE 1186 B.C.（TBS、ドリームキャスト）（脚本）

## 著書

### 小説
- 神宿市のファントムたち 十川誠志 著 朝日ソノラマ 1991 (ソノラマノベルス)
- 小説・けっこう仮面 永井豪 原作,十川誠志 文 朝日ソノラマ 1991 (ソノラマ文庫)
- マーズ 1 (サイレントクライシス) 十川誠志 著,横山光輝 原作 朝日ソノラマ 1994 (ソノラマ文庫)
- マーズ 2 (サイレントハルマゲドン) 十川誠志 著,横山光輝 原作 朝日ソノラマ 1994 (ソノラマ文庫)
- 大奥 浅野妙子, 十川誠志 [脚本],小泉すみれ ノベライズ 角川書店 2003 のち角川文庫

### 漫画原作
- 歴史コミック 歴史人物シリーズ
  - 劇画坂本竜馬 : 維新の扉を叩いた男 十川誠志 原作,田中正仁 劇画 日本文芸社 1993 (ゴラク・コミックス)
  - 劇画徳川家康 : 疾りし者の記憶 十川誠志 原作,川石てつや 劇画 日本文芸社 1993 (ゴラク・コミックス)
  - 劇画楠木正成 : 湊川に吼えた稀代の戦略家 十川誠志 原作,あきやま耕輝 劇画 日本文芸社 1993 (ゴラク・コミックス)
  - 劇画琉球王朝 十川誠志 原作,木村周司 劇画 日本文芸社 1993 (ゴラク・コミックス)
  - 劇画源義経 : 衣河に散った悲劇の若獅子 十川誠志 著,あきやま耕輝 劇画 日本文芸社 1994 (Nichibun comics)
- 源義経 あきやま耕輝 劇画,十川誠志 原作,尾崎秀樹 監修 世界文化社 2005 (アリババコミックス)